# Schloss Ortenstein
Das Schloss Ortenstein ist eine Burganlage auf dem Gebiet der Fraktion Tumegl/Tomils der Gemeinde Domleschg GR im schweizerischen Kanton Graubünden.
Der Name leitet sich ab vom alt- und mittelhochdeutschen Wort ort, was so viel bedeutet wie äußerster Punkt, Rand, Spitze. Er charakterisiert somit die Lage des Schlosses am äußersten Rand eines senkrecht gegen die Ebene des Hinterrheins abfallenden Plateaus.
Der Tomilser Handel von 1766 führte 1788 zu den Halbgerichten Ortenstein im Berg (Trans, Scheid, Feldis) und im Boden.

## Geschichte

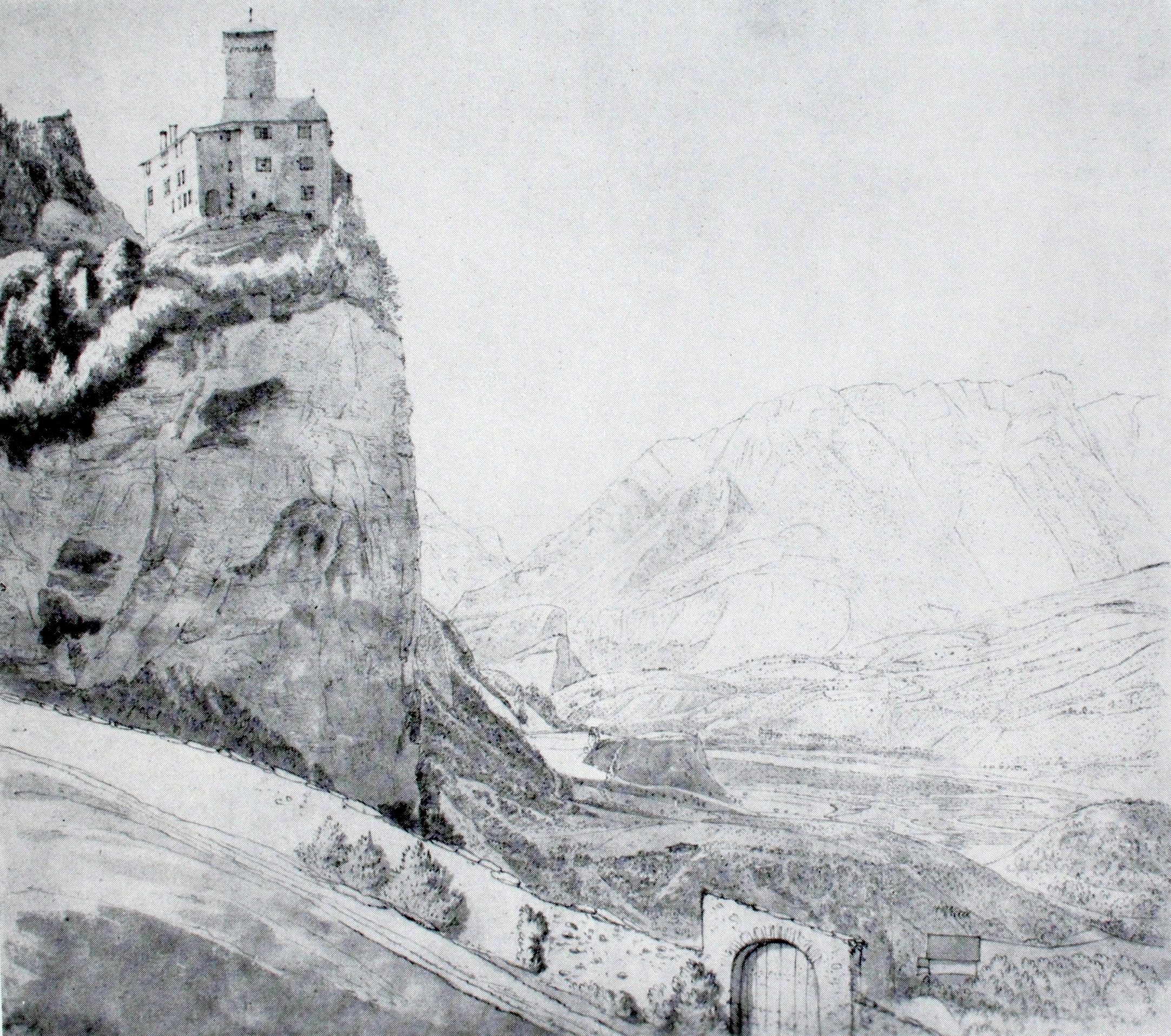
Zeichnung von Jan Hackaert, 1655

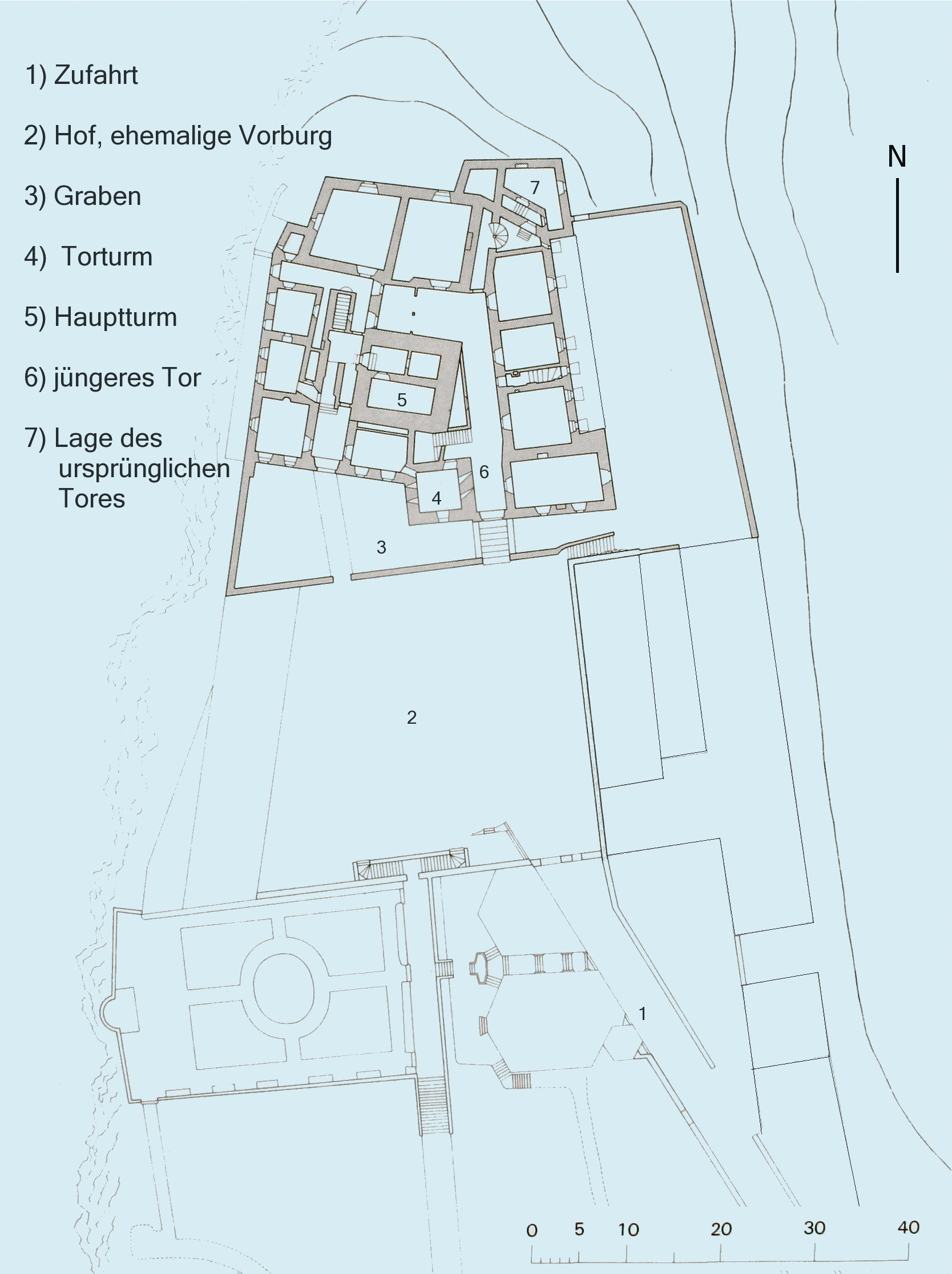
Übersichtsplan

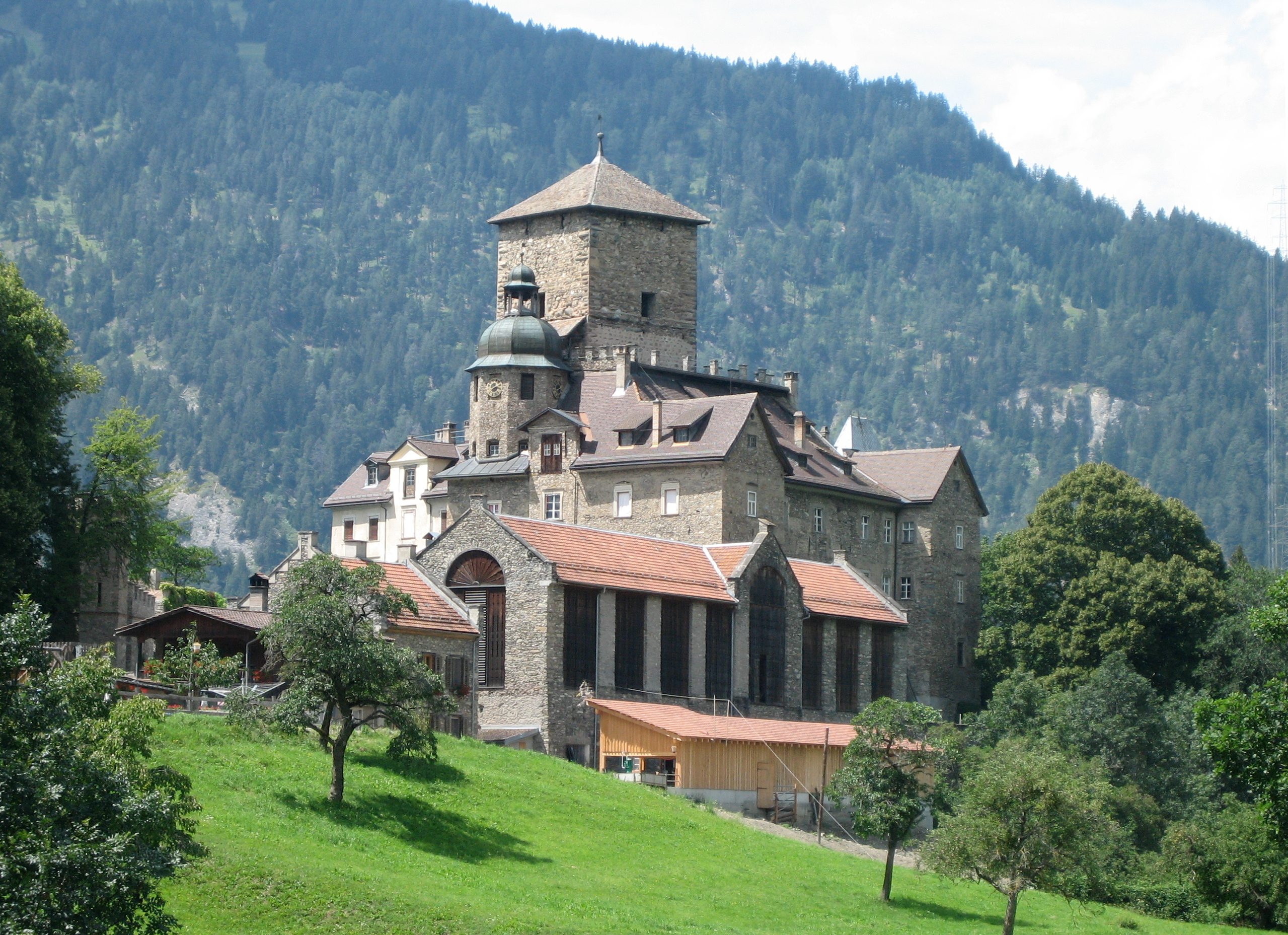
Ansicht von Nordosten

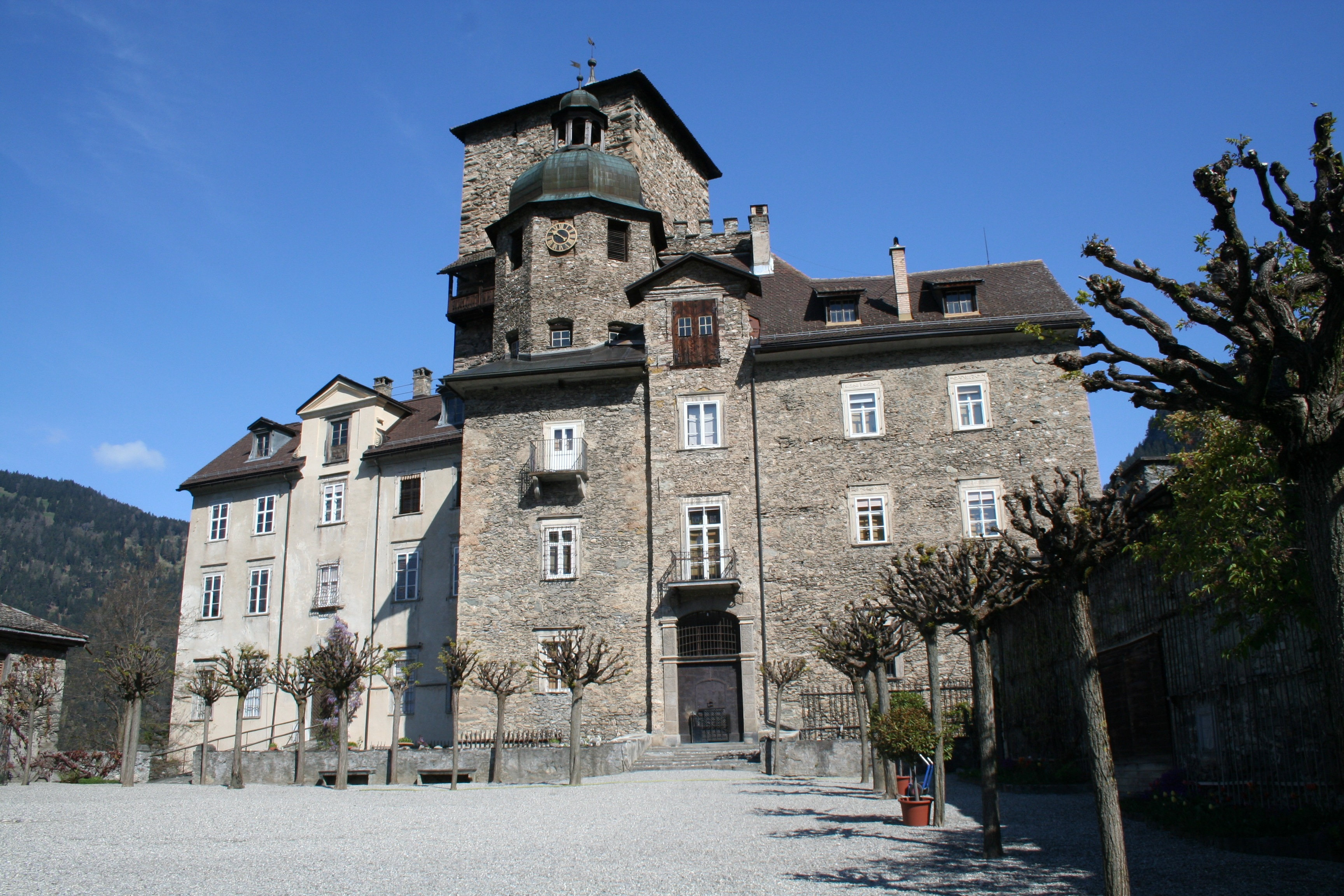
Blick in den Hof

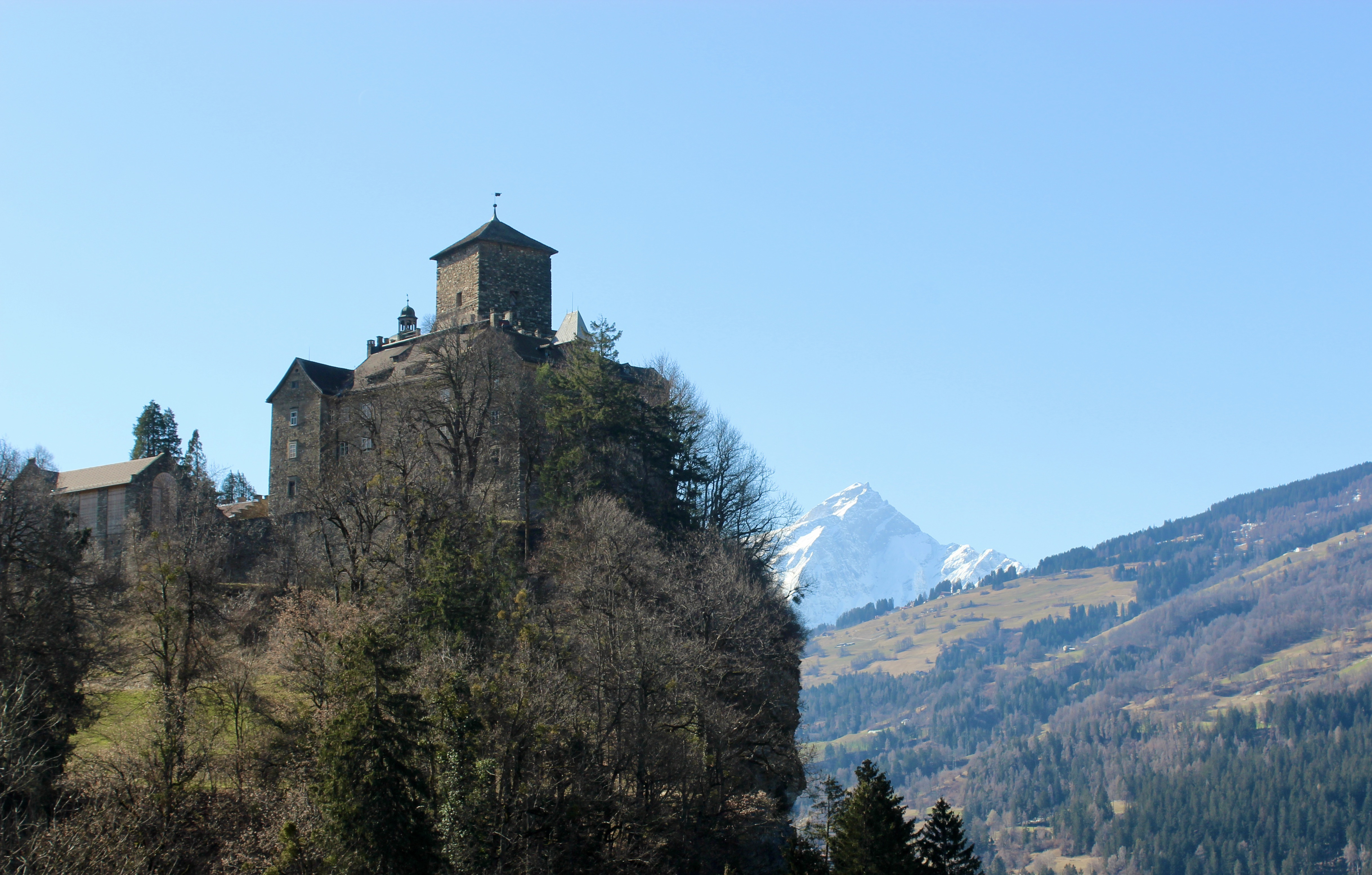
Ansicht von Norden

Über den Zeitpunkt der Erbauung liegen keine Unterlagen vor. Es wird angenommen, dass der Turm im zweiten Viertel des 13. Jahrhunderts auf bischöflichem Boden entstand. Ob der Bischof von Chur selbst den Bau veranlasste oder die Freiherren von Vaz die ihn errichteten, ist ungewiss. Jedenfalls waren die Vazer als bischöfliche Lehensträger Inhaber der Burg.
Die früheste schriftliche Erwähnung der Burg stammt aus den Jahren 1309 und 1312, als der letzte Vazer Donat von Vaz hier Urkunden ausstellte. Nach seinem Tod um 1338 kam Ortenstein zusammen mit den anderen Gütern im Domleschg durch Heirat seiner Tochter Ursula von Vaz an die Grafen von Werdenberg-Sargans. Ursula erhielt 1338 zusammen mit Meierhof und Kirchensatz Tomils auch Ortenstein vom Bischof zu Lehen. Sie war oft auf dem Schloss und stellte hier zahlreiche Urkunden aus. Bis 1492 wurden die bischöflichen Lehen an die Werdenberger oftmals erneuert.
Eine Familie von Ortenstein erschien im 14. Jahrhundert. Es handelte sich um eine Familie von vazisch-werdenbergischen Ministerialen, die als Vögte auf Ortenstein amteten. Urkundlich bezeugt sind als weitere Vögte ab 1411 Oswald von Marmels, Halbgraf Marquard von Werdenberg-Sargans, Conradin Jecklin der Ältere, Peter Mängel von Splügen, Conrad Jecklin der Jüngere und 1518–1523 Victor Büchler.
In der Schamserfehde wurde Ortenstein 1451 zusammen mit anderen werdenbergischen Burgen im Domleschg zerstört. Ein Schiedsspruch vom 21. Juli 1452 gestattete im Gegensatz anderen Burgen hier den Wiederaufbau Ortenstein, das nu in disem krieg brochen ist, aber nicht mehr gegen den Oberen und den Gotteshausbund verwendet werden durfte. Durch den Wiederaufbau wurde die Anlage stark verändert.
1455 mussten die Werdenberger die Burg aus wirtschaftlichen Gründen an Peter von Griffensee verpfänden. 1463 folgte eine weitere Verpfändung an die Grafen von Montfort und 1471 an Glarus. Von 1489 bis 1496 kam Wilhelm Werner von Zimmern als noch nicht vierjähriger zu dem kinderlosen Graf Georg von Werdenberg-Sargans auf die Burg Ortenstein, die dieser seit 1483 bewohnte, in die Pflege. Ein Testament zugunsten Werners wurde angeblich verworfen. Die Werdenberger verwalteten in dieser Zeit die vom Kaiser eingezogenen Güter der Grafen von Zimmern. Nach dem Tod des Grafen im Jahr 1501 kam Ortenstein 1509 als Chur bischöfliches Lehen an Graf Andreas von Sonnenberg, einen Bruder der Gemahlin (⚭ 1463) Georgs, kam dann an Wilhelm Truchsess von Waldburg und 1523 durch Verkauf an Ludwig Tschudi den Jüngeren von Glarus, einen Bruder des Geschichtsschreibers Aegidius Tschudi. Dieser verkaufte die Burg mit den Herrschaftsrechten 1527 für 15000 Gulden an die Gemeinde Tomils, welche sie 1528 an Victor von Büchler verkaufte, den ehemaligen Vogt Ortensteins.
Dessen Tochter Anna brachte Ortenstein in ihre Ehe mit Jakob Travers ein, der zu den einflussreichsten Patriziergeschlechtern der Drei Bünde gehörte. Bis 1846 blieb ein Zweig der Familie Travers im Besitz von Ortenstein. Unter ihnen wurden die grossen Umbauten des 17. Jahrhunderts vorgenommen.
Durch wirtschaftlichen Ruin der Familie Travers kam Ortenstein in die Hände ihrer Gläubiger, die das Schloss 1856 an Pater Theodosius Florentini verkauften. Dieser wollte im Schloss ähnlich wie im Schloss Rhäzüns ein Kinderheim und eine Buchdruckerei einrichten, konnte die Pläne aber wegen Geldschwierigkeiten nicht verwirklichen. 1850 bestanden Pläne für eine Landwirtschaftsschule, auch sie kam nicht zu Stande. 1860 wurde Ortenstein für 103’000 Franken an den Historiker Wolfgang von Juvalta verkauft. Durch eine Erbschaft kam die Anlage 1893 an die Familie von Tscharner und ging nach dem Tod der Salome Linder-von Tscharner 2009 an die Basler Familie Linder über.

## Anlage
Auch wenn neuzeitliche Umbauten den ursprünglichen Charakter der Burg verändert haben, sind die Hauptelemente der Anlage aus dem Mittelalter noch erkennbar. Die Anlage wird dominiert vom ältesten Teil der Anlage, dem siebenstöckigen Bergfried im Zentrum mit einem Grundriss rund 11 × 11 Meter und einer Mauerdicke von 1,6 Metern. Neueren Datums sind die Gewölbe in den unteren Geschossen; in den oberen haben sich Lauben, Aborterker und Fensternischen erhalten. Der Turm wird abgeschlossen durch einen Zinnenkranz und einem Zeltdach. Dieses bestand ursprünglich aus einer leichteren Konstruktion, damit es bei Gefahr entfernt werden konnte. Das eigentliche Dach, ein nach Westen abfallendes Pultdach aus starken Balken, war in den Turm gehängt und unterhalb der Zinnen angebracht. Ursprünglich war der Turm von einem trapezförmigen Bering umgeben, der im Lauf der Jahrhunderte nach und nach überbaut wurde.
Über Alter und Abfolge der Bebauung besteht keine Gewissheit. Viele Umbauten stammen aus den Jahren zwischen 1720 und 1740. Damals wurde der Westtrakt bis zum Bering verlängert, der Glockenturm wurde erhöht und mit einer Zwiebelhaube versehen. Auch der Osttrakt wurde neu erbaut und alle Innenräume grosszügig ausgestattet. Bei den Umbauten ab 1860 wurden unter dem damaligen Besitzer, dem Historiker Wolfgang von Juvalta, die Dächer erneuert, zum Teil Fassaden umgestaltet und die baufälligen Gebäude instand gestellt.
Auch die Umgebung der Burg wurde im Laufe der Zeit stark verändert. Am steil anfallenden Abhang im Osten der Anlage wurden Gartenterrassen angelegt. Auf dem südlichen Vorgelände, wo ursprünglich wohl eine Vorburg mit Ökonomiegebäuden stand, liegt heute ein Garten.